# Lošonská kotlina
Lošonská kotlina je geomorfologickou částí Pezinských Karpat, podcelku Malých Karpat.  Leží v severovýchodní části podcelku, na západě okresu Trnava. 

## Polohopis
Kotlina se nachází na východním okraji střední oblasti Malých Karpat a zabírá severovýchodní část podcelku Pezinské Karpaty. Ze severu, západu i jihu kotlinu obklopuje Smolenická vrchovina, východním směrem navazuje Podmalokarpatská pahorkatina, patřící Trnavské pahorkatině (podcelku Podunajské pahorkatiny ). 
Severní část kotliny odvodňuje potok Smutná do Smolenického potoka a Trnávky, jižním okrajem protéká Parná, na níž je Orešanská přehradní nádrž. V kotlině přibírají několik málo vydatných přítoků. V centrální části leží obec Lošonec, která je přístupná ze severovýchodu az jihovýchodu odbočkami ze silnice II / 502 ( Dolné Orešany - Smolenice). 

## Chráněná území
Tato část Malých Karpat je součástí Chráněné krajinné oblasti Malé Karpaty, která zabírá i západní polovinu Lošonské kotliny. Severovýchodní část v okolí obce Lošonec je z chráněného území vyňata. Zvláště chráněným územím je přírodní rezervace Lošonský háj v jihovýchodní části kotliny. 

## Turismus
Lošonská kotlina nepatří mezi velmi navštěvované oblasti a návštěvníky láká zejména Orešanská přehradní nádrž. Z obce Lošonec vede údolím Parné  zeleně značený chodník do lokality Zabité nad Dolany, kde končí i  modře značená trasa z Horních Orešan. Opačným (severním) směrem z obce vede zelená trasa do atraktivní oblasti s jeskyní Driny. 